# Akuapim South
Akuapim South jest jednym z 17 dystryktów w Regionie Wschodnim Ghany, zajmuje powierzchnię 403 km², populacja wynosi 116.346 (2002), stolicą dystryktu jest Nsawam.
Dystrykt graniczy na południu z dystryktami Regionu Greater Accra – Ga West i metropolią Tema.
Główne miasta: Adoagyiri, Aburi, Pakro, Pokrom, Fotobi.